# Yūki Koike (Leichtathlet)
Yūki Koike (japanisch 小池 祐貴 Koike Yūki, * 13. Mai 1995 in Otaru, Hokkaidō) ist ein japanischer Leichtathlet, der sich auf den Sprint spezialisiert hat. Mit der japanischen 4-mal-100-Meter-Staffel gewann er 2019 die Bronzemedaille bei den Weltmeisterschaften in Doha und 2018 siegte er über 200 Meter bei den Asienspielen in Jakarta.

## Sportliche Laufbahn
Erste internationale Erfolge feierte Yuki Koike bei den Juniorenweltmeisterschaften 2014 in Eugene, bei denen er in 20,34 s Platz vier im 200-Meter-Lauf erreichte und mit der japanischen 4-mal-100-Meter-Staffel in 39,02 s die Silbermedaille hinter der Mannschaft aus den Vereinigten Staaten gewann. Im Jahr darauf gelangte er bei den Asienmeisterschaften in Wuhan über 100 Meter bis in das Halbfinale, trat dort aber nicht erneut an. Anschließend erreichte er auch bei der Sommer-Universiade in Gwangju bis in das Halbfinale und schied mit der Staffel in der ersten Runde aus. 2018 nahm er erstmals an den Asienspielen in Jakarta teil und siegte dort in 20,23 s überraschend über 200 Meter vor dem Taiwaner Yang Chun-han. Zudem gewann er auch mit der 4-mal-400-Meter-Staffel in 3:01,94 min die Bronzemedaille hinter den Teams aus Katar und Indien. 2019 gewann er bei den Asienmeisterschaften in Doha in 20,55 s die Silbermedaille hinter dem Chinesen Xie Zhenye. Ende September nahm er erstmals an den Weltmeisterschaften ebendort teil und erreichte dort über 100 Meter das Halbfinale, in dem er mit 10,28 s ausschied, während er über 200 Meter mit 20,46 s in der ersten Runde ausschied. Zudem gewann er mit der Staffel die Bronzemedaille, kam jedoch nur im Vorlauf zum Einsatz. 2021 nahm er an den Olympischen Sommerspielen in Tokio teil und schied dort über 100 m mit 10,22 s in der ersten Runde aus und gelangte mit der Staffel bis in das Finale, konnte dort aber das Rennen nicht beenden.
2022 siegte er in 10,49 s beim Mikio Oda Memorial Athletics Meet. Im Jahr darauf belegte er bei den Weltmeisterschaften in Budapest in 37,83 s den fünften Platz mit der Staffel. Daraufhin schied er bei den Asienspielen in Hangzhou mit 10,22 s im Halbfinale über 100 Meter aus und gewann mit der Staffel in 38,44 s gemeinsam mit Yoshihide Kiryū, Koki Ueyama und Shōtō Uno die Silbermedaille hinter dem chinesischen Team.
2021 wurde Koike japanischer Meister über 200 Meter. Er absolvierte ein Studium an der Keiō-Universität in Tokio.

## Persönliche Bestzeiten
- 100 Meter: 9,98 s (+0,5 m/s), 20. Juli 2019 in London
  - 60 Meter (Halle): 6,69 s, 25. Januar 2020 in Boston
- 200 Meter: 20,23 s (+0,7 m/s), 29. August 2018 in Jakarta
- 400 Meter: 46,51 s, 17. August 2014 in Muroran